# Liste d'œuvres volontairement détruites ou endommagées en France par les autorités allemandes pendant la Seconde Guerre mondiale
 (janvier 2021).
Cet article vise à recenser les œuvres d'art qui ont été volontairement détruites ou endommagées par les autorités allemandes, ou sous leur contrainte, pendant la Seconde Guerre mondiale sur le territoire français, y compris l'Alsace-Lorraine, bien qu'annexée par l'Allemagne. Les œuvres visées sont celles considérées par les nazis comme symbolisant la honte noire et celles représentant la défaite de l'Allemagne à l'issue de la Première Guerre mondiale : un poilu ou un coq gaulois terrassant un aigle allemand.
Cette liste n'inclut donc pas les œuvres d'art envoyées à la fonte par le régime de Vichy, dans le cadre de la mobilisation des métaux non ferreux.
Les œuvres sont classées par ordre alphabétique de régions et, au sein de celles-ci, par ordre alphabétique de départements et, au sein de ceux-ci, par ordre alphabétique de communes.

## Bourgogne-Franche-Comté

### Jura
| Œuvre                                                     | Auteur                 | Commune     | Localisation                        | Notes | Installation | Coordonnées                      | Illustration    |
| --------------------------------------------------------- | ---------------------- | ----------- | ----------------------------------- | ----- | ------------ | -------------------------------- | --------------- |
| Poilu écrasant l'aigle allemand (d) (monument aux morts), | Charles-Henri Pourquet | Champagnole | Rue Progin, près du parc Bellefrise |       | 1922         | 46° 44′ 22″ nord, 5° 54′ 52″ est | Image manquante |

### Haute-Saône
| Œuvre                                                                 | Auteur                 | Commune | Localisation                                  | Notes | Installation | Coordonnées                          | Illustration |
| --------------------------------------------------------------------- | ---------------------- | ------- | --------------------------------------------- | --- | ------------ | ------------------------------------ | --- |
| L'aigle gisant terrassé, à l'avant du monument aux morts de 1914-1918 | Charles-Henri Pourquet | Pusey   | Devant le bâtiment républicain (mairie-école) | Également appelé Poilu écrasant l'aigle allemand (d) ou L'aigle allemand écrasé par le Poilu. En 1940, un officier allemand a fait meuler les parties de l'aigle qui dépassaient du piédestal. Retiré en 2003 et installé place du général de Gaulle en 2018. | 1923         | 47° 39′ 06,5″ nord, 6° 07′ 37,3″ est | L'aigle gisant terrassé, à l'avant du monument aux morts de 1914-1918« Monument aux morts de 1914-1918, ou Poilu terrassant l'aigle germanique à Pusey », sur Revue de presse de l'Est républicain |

### Nièvre
| Œuvre                            | Auteur      | Commune | Localisation                      | Notes                                                    | Installation | Coordonnées                          | Illustration                               |
| -------------------------------- | ----------- | ------- | --------------------------------- | -------------------------------------------------------- | ------------ | ------------------------------------ | ------------------------------------------ |
| Monument aux morts de 1914-1918, | Max Blondat | Clamecy | Sur la place du commandant-Boidot | Déboulonné le 18 juin 1940. Le piédestal est resté vide. | 1922         | 47° 27′ 31,4″ nord, 3° 31′ 17,2″ est | Monument aux morts de 1914-1918 de Clamecy |

## Bretagne

### Morbihan
| Œuvre                                                                  | Auteur       | Commune  | Localisation                                               | Notes | Installation | Coordonnées                        | Illustration |
| ---------------------------------------------------------------------- | ------------ | -------- | ---------------------------------------------------------- | --- | ------------ | ---------------------------------- | --- |
| Casque à pointe du monument aux morts, derrière le pied droit du poilu | Élie Le Goff | Belz     | Sur la place René Cassin                                   | | 1925         | 47° 40′ 34″ nord, 3° 10′ 07″ ouest | Image manquante |
| La tête du coq du monument aux morts de 1914-1918                      | À déterminer | Ploërmel | Rue Nationale, renommée rue Charles-de-Gaulle par la suite | Dans la nuit du 13 au 14 juillet 1940 des soldats allemands décapitent le coq et enterrent la tête dans le jardin de l'école La Mennais qui leur sert de caserne. Après la Libération, la tête est déterrée. Le coq est restauré et réinstallé le 11 novembre 1945. | 1921         | à géolocaliser                     | La tête du coq du monument aux morts de 1914-1918« Monument aux morts de 1914-1918 à Ploërmel », sur À nos grands hommes |

## Grand Est

### Bas-Rhin
| Œuvre                                              | Auteur                | Commune      | Localisation                 | Notes | Installation | Coordonnées                      | Illustration |
| -------------------------------------------------- | --------------------- | ------------ | ---------------------------- | --- | ------------ | -------------------------------- | --- |
| Monument aux morts                                 | Alfred Marzolff       | La Robertsau | À déterminer                 | Les restes (femme assise son visage blotti sur son bras droit tenant dans sa main gauche un flambeau à terre) sont installés dans le cimetière Saint-Louis de Strasbourg. Un monument de remplacement est installé[Quand ?]. | À déterminer | à géolocaliser                   | Monument aux morts |
| Monument aux morts                                 | Alfred Marzolff       | Neudorf      | Sur la place Henri Will      | | 1923         | à géolocaliser                   | Image manquante |
| Monument aux morts                                 | Alfred Marzolff       | Soufflenheim | À déterminer                 | Un monument de remplacement est installé[Quand ?]. La statue de Jeanne d'Arc est restaurée et installée sur l'Oelberg. | 1928         | à géolocaliser                   | Monument aux morts |
| Monument à Louis Pasteur                           | Jean-Baptiste Larrivé | Strasbourg   | Sur la place de l'université | | 1923         | à géolocaliser                   | Monument à Louis Pasteur |
| La Marseillaise                                    | Alfred Marzolff       | Strasbourg   | Sur la place Broglie         | Une statue de remplacement légèrement différente est installée en 1980. | 1922         | à géolocaliser                   | La Marseillaise« La Marseillaise à Strasbourg », sur À nos grands hommes · La Marseillaise« La Marseillaise à Strasbourg », sur À nos grands hommes |
| Monument aux soldats français morts pour la patrie | Albert Schultz        | Wissembourg  | Au bord de la RD 186         | Également appelé Patrie ou monument du Geisberg. Un monument de remplacement est installé en 1960. | 1909         | 49° 01′ 11″ nord, 7° 57′ 25″ est | Image manquante |

### Haut-Rhin
| Œuvre                                            | Auteur                 | Commune          | Localisation                                  | Notes | Installation | Coordonnées                      | Illustration                                              |
| ------------------------------------------------ | ---------------------- | ---------------- | --------------------------------------------- | --- | ------------ | -------------------------------- | --------------------------------------------------------- |
| Monument aux morts                               | Alfred Marzolff        | Altkirch         | Avenue Foch                                   | Les bustes des deux allégories représentant la ville d'Altkirch et la France sont installés[Quand ?] rue de la cure. Un monument de remplacement très différent réalisé par Louis Chavignier est installé en 1951.                                               | 1930         | à géolocaliser                   | Image manquante                                           |
| Statue du monument au général Rapp               | Auguste Bartholdi      | Colmar           | Sur la place Rapp                             | Classé MH (1945). Elle est restaurée par Édouard Stenzel et replacée sur son piédestal en 1946. | 1856         | à géolocaliser                   | Statue du monument au général Rapp                        |
| Statue du monument à l'amiral Bruat              | Auguste Bartholdi      | Colmar           | Sur le champ-de-Mars                          | Classé MH (1946). Elle est restaurée et replacée sur une fontaine de remplacement en 1958. | 1864         | 48° 04′ 33″ nord, 7° 21′ 10″ est | Monument à l'amiral Bruat · Monument à l'amiral Bruat     |
| Statue de David Bloch                            | Emmanuel Hannaux       | Guebwiller       | À déterminer                                  | Un monument de remplacement est installé dans le square place Déroulède en 1965. | 1922         | à géolocaliser                   | Image manquante                                           |
| Monument aux vaillants du 152e tombés en Alsace, | Victor-Charles Antoine | Hartmannswiller  | Hartmannswillerkopf                           | Également appelé monument des diables rouges. Un monument de remplacement légèrement différent est installé en 1954. | 1921         | 47° 51′ 34″ nord, 7° 09′ 58″ est | Monument aux diables rouges · Monument aux diables rouges |
| Monument aux diables bleus,                      | André Vermare          | Soultz-Haut-Rhin | Grand Ballon                                  | Une statue de remplacement réalisée par Pierre Bouret est installée en 1960. | 1927         | 47° 54′ 01″ nord, 7° 05′ 57″ est | Monument aux diables bleus · Monument aux diables bleus   |
| Monument aux morts                               | À déterminer           | Turckheim        | À déterminer                                  | | À déterminer | à géolocaliser                   | Image manquante                                           |
| Buste et allégorie du monument à Charles Grad    | Joseph Louis Enderlin  | Turckheim        | Dans le square à proximité du pont de la gare | Représentait Charles Grad. Un buste et une allégorie de remplacement sont installés, le monument est retiré et installé dans l’enceinte de l'hôpital en 1945. Il est retiré et installé à l'intersection de la route de Colmar et de la rue des moulins en 1967. | 1896         | à géolocaliser                   | Image manquante                                           |
| Obélisque de Turenne                             | Charles Geiss          | Turckheim        | À déterminer                                  | Un monument de remplacement est installé en 1958. | 1932         | à géolocaliser                   | Image manquante                                           |
| Monument au général Michel de Beaupuy            | À déterminer           | Volgelsheim      | À déterminer                                  | Commémorait Michel de Beaupuy. Surnommé Salzbecksla, signifiant « boîte à sel » en alsacien. Un monument de remplacement très différent est installé en 1979. | 1801         | à géolocaliser                   | Image manquante                                           |

### Marne
| Œuvre                               | Auteur               | Commune | Localisation                                                         | Notes | Installation | Coordonnées    | Illustration                                                              |
| ----------------------------------- | -------------------- | ------- | -------------------------------------------------------------------- | --- | ------------ | -------------- | ------------------------------------------------------------------------- |
| Monument aux héros de l'Armée noire | Paul Moreau-Vauthier | Reims   | Intersection du boulevard Henri-Vasnier et de la route de Châlons    | Un monument de remplacement réalisé par Jean-François Gavoty est installé en 2013 dans le parc de Champagne.              | 1924         | à géolocaliser | Monument aux héros de l'Armée noire · Monument aux héros de l'Armée noire |
| Borne Vauthier                      | Paul Moreau-Vauthier | Vrigny  | Rue Saint-Vincent (RD 26), à la frontière avec Coulommes-la-Montagne | Les autorités allemandes la font casser pour faire disparaitre l'inscription « Ici fut repoussé l'envahisseur allemand ». | À déterminer | à géolocaliser | Borne Vauthier                                                            |

### Meuse
| Œuvre                                         | Auteur       | Commune    | Localisation            | Notes | Installation | Coordonnées    | Illustration |
| --------------------------------------------- | ------------ | ---------- | ----------------------- | --- | ------------ | -------------- | --- |
| Ornements du monument aux morts de 1870-1871, | Léon Roussel | Bar-le-Duc | Sur la place de la gare | Également appelé Aux enfants de la Meuse. Un coq de remplacement est installé[Quand ?]. Le monument est retiré en 1950. Il est installé rue Bradfer en 1958. |              | à géolocaliser | Ornements du monument aux morts de 1870-1871« Monument aux morts 1870, ou Monument des enfants de la Meuse à Bar-le-Duc », sur À nos grands hommes,« Monument aux morts 1870 – Aux enfants de la Meuse à Bar-le-Duc », sur e-monumen |

### Moselle
| Œuvre                           | Auteur                | Commune | Localisation                 | Notes | Installation | Coordonnées                      | Illustration |
| ------------------------------- | --------------------- | ------- | ---------------------------- | --- | ------------ | -------------------------------- | --- |
| Statue équestre de La Fayette,  | Paul Wayland Bartlett | Metz    | Dans le jardin Boufflers     | Représentait Gilbert du Motier de La Fayette. Une statue de remplacement très différente réalisée par Claude Goutin est installée en 2004.                                             | 1920         | 49° 07′ 03″ nord, 6° 10′ 11″ est | Statue équestre de La Fayette                                                                                                |
| Monument à Paul Déroulède,      | Ernest Henri Dubois   | Metz    | Sur la place Raymond-Mondon  | Représentait Paul Déroulède. Les deux statues de fillettes représentant l'Alsace et la Lorraine sont retrouvées à Paris en 1950, dans le lots des œuvres d'art rapatriées d'Allemagne. | 1921         | à géolocaliser                   | Image manquante |
| La Délivrance                   | Edgar Brandt          | Metz    | Derrière la porte Serpenoise | Également appelé L'Aigle allemand abattu. | 1924         | à géolocaliser                   | Image manquante |
| Monument aux morts de 1914-1918 | Emmanuel Hannaux      | Metz    | Promenade de l'Esplanade     | Également appelé Monument au Poilu ou Metz délivrée. Une statue de remplacement réalisée par Henri Bouchard est installée en 1956.                                                     | 1922         | à géolocaliser                   | Monument aux morts de 1914-1918« Monument aux morts de 14-18, ou Monument au Poilu, ou Metz délivrée à Metz », sur e-monumen |

### Vosges
| Œuvre                                        | Auteur             | Commune              | Localisation                                                                          | Notes                                                                                               | Installation | Coordonnées    | Illustration |
| -------------------------------------------- | ------------------ | -------------------- | ------------------------------------------------------------------------------------- | --------------------------------------------------------------------------------------------------- | ------------ | -------------- | --- |
| Ornements du monument aux morts de 1914-1918 | Charles Desvergnes | Saint-Dié-des-Vosges | Intersection de la rue Jean-Jacques Baligan et du quai Maréchal de Lattre de Tassigny | En septembre 1940, les ornements en bronze sont déboulonnés par les autorités allemandes et fondus. | 1928         | à géolocaliser | Ornements du monument aux morts de 1914-1918« Monument aux morts de 14-18 à Saint-Dié-des-Vosges », sur e-monumen · Ornements du monument aux morts de 1914-1918« Monument aux morts de 14-18 à Saint-Dié-des-Vosges », sur e-monumen |

## Hauts-de-France

### Aisne
| Œuvre                                  | Auteur         | Commune         | Localisation                                                     | Notes | Installation | Coordonnées                      | Illustration                           |
| -------------------------------------- | -------------- | --------------- | ---------------------------------------------------------------- | --- | ------------ | -------------------------------- | -------------------------------------- |
| Monument à la 3e division d'infanterie | À déterminer   | Château-Thierry | Sur la place des États-Unis, anciennement place du champ de Mars | Détruit par les Allemands en 1940. Commémorait les soldats de la 3e division d'infanterie. Un monument de remplacement très différent est érigé avenue Jules Lefebvre en 1961. | À déterminer | à géolocaliser                   | Monument à la 3e division d'infanterie |
| Monument à Joost Van Vollenhoven       | Anna Quinquaud | Montgobert      | Au bord de la RD 2                                               | Représente Joost Van Vollenhoven. Martelé par les Allemands en 1941. Il est restauré en 1954.                                                                                  | 1938         | 49° 16′ 32″ nord, 3° 11′ 46″ est | Image manquante                        |

### Nord
| Œuvre                                                   | Auteur                     | Commune     | Localisation                      | Notes | Installation | Coordonnées                      | Illustration                                |
| ------------------------------------------------------- | -------------------------- | ----------- | --------------------------------- | --- | ------------ | -------------------------------- | ------------------------------------------- |
| L'aigle gisant terrassé à l'avant du monument aux morts | Edgar Boutry               | Armentières | Sur la place du Général de Gaulle | | 1925         | 50° 41′ 13″ nord, 2° 52′ 54″ est | Monuments aux morts d'Armentières           |
| Les Fusillés lillois                                    | Félix-Alexandre Desruelles | Lille       | Dans le square Daubenton          | Également appelé Lille à ses fusillés. Un monument de remplacement presque identique réalisé par Germaine Oury-Desruelles est installé en 1960. | 1929         | 50° 38′ 16″ nord, 3° 03′ 06″ est | Les Fusillés lillois · Les Fusillés lillois |

### Oise
| Œuvre                                         | Auteur       | Commune   | Localisation                                                   | Notes                                                                                                | Installation | Coordonnées    | Illustration                                                                                                  |
| --------------------------------------------- | ------------ | --------- | -------------------------------------------------------------- | --- | ------------ | -------------- | --- |
| Monument aux libérateurs de l'Alsace-Lorraine | Edgar Brandt | Compiègne | Au bord de la RD 546 à l'entrée de la clairière de l'Armistice | Également appelé monument aux Alsaciens-Lorrains. Un monument de remplacement est installé[Quand ?]. | À déterminer | à géolocaliser | Monument aux libérateurs de l'Alsace-Lorraine« Monument de l'Armistice à Compiègne », sur À nos grands hommes |
| Dalle commémorative                           | À déterminer | Compiègne | Clairière de l'Armistice                                       | | À déterminer | à géolocaliser | Image manquante                                                                                               |

### Pas-de-Calais
| Œuvre                                                                                          | Auteur                               | Commune          | Localisation                                                               | Notes | Installation | Coordonnées                      | Illustration                                                            |
| ---------------------------------------------------------------------------------------------- | ------------------------------------ | ---------------- | -------------------------------------------------------------------------- | --- | ------------ | -------------------------------- | ----------------------------------------------------------------------- |
| Poilu écrasant l'aigle allemand (d) (monument aux morts)                                       | Copie d'après Charles-Henri Pourquet | Auchy-lès-Hesdin | Près de l'église Saint-Georges, dans la partie haute de l'ancien cimetière | Érigé devant l'église Saint-Georges en 1920. Déboulonnée par les autorités allemandes en 1940, expédiée en Allemagne et fondue. La statue La résistance est érigée en remplacement sur le piédestal en 1950. | 1925         | à géolocaliser                   | Image manquante                                                         |
| Britannia                                                                                      | Félix-Alexandre Desruelles           | Boulogne-sur-Mer | Sur une butte surplombant le bassin Loubet                                 | Détruit à l'explosif le 1er juillet 1940 par les autorités allemandes. | 1938         | à géolocaliser                   | Britannia                                                               |
| Monument aux morts                                                                             | Charles-Henri Pourquet               | Créquy           | À l'entrée du cimetière                                                    | Également appelé Poilu écrasant l'aigle allemand (d) ou L'aigle allemand écrasé par le Poilu. Sous l'Occupation, les autorités allemandes le détruisent à l'explosif. Il est restauré en 1958.               | 1920         | à géolocaliser                   | Monument aux morts« Monument aux morts de Créquy », sur Wikipasdecalais |
| Bras droit de Marianne et l'aigle gisant terrassé à l'avant du monument aux morts de 1914-1918 | Augustin Lesieux                     | Guînes           | Sur la grand' place, renommée place Foch par la suite                      | Dans la nuit du 16 au 17 juin 1940, des soldats allemands brisent l'aigle, l'épée et le bras droit de Marianne. Un bras tenant un rameau d'olivier de remplacement est installé en 1960.                     | 1921         | 50° 52′ 10″ nord, 1° 52′ 12″ est | Monument aux morts de Guînes                                            |

### Somme
| Œuvre                                               | Auteur                   | Commune | Localisation                                                             | Notes                                                                                    | Installation | Coordonnées                      | Illustration                                                                                              |
| --------------------------------------------------- | ------------------------ | ------- | ------------------------------------------------------------------------ | ---------------------------------------------------------------------------------------- | ------------ | -------------------------------- | --- |
| Monument aux morts australien du mont Saint-Quentin | Charles Web Gilbert (en) | Péronne | Sur le mont-Saint-Quentin, au bord de l'avenue des Australiens (RD 1017) | Une statue de remplacement très différente réalisée par Stanley Hammond est érigée 1971. | 1925         | 49° 56′ 51″ nord, 2° 55′ 57″ est | Monument aux morts australien du mont Saint-Quentin · Monument aux morts australien du mont Saint-Quentin |

## Île-de-France

### Paris

#### 1erarrondissement
| Œuvre                   | Auteur       | Localisation                                                        | Notes                      | Installation | Coordonnées    | Illustration                                                                        |
| ----------------------- | ------------ | ------------------------------------------------------------------- | -------------------------- | ------------ | -------------- | ----------------------------------------------------------------------------------- |
| Monument à Edith Cavell | Gabriel Pech | Contre le mur oriental du Jeu de Paume dans le jardin des Tuileries | Représentait Edith Cavell. | 1920         | à géolocaliser | Monument à Edith Cavell« Monument à Edith Cavell à Paris », sur À nos grands hommes |

#### 7earrondissement
| Œuvre                               | Auteur                | Localisation              | Notes | Installation | Coordonnées    | Illustration |
| ----------------------------------- | --------------------- | ------------------------- | --- | ------------ | -------------- | --- |
| Monument au général Charles Mangin, | Maxime Real del Sarte | Sur la place Denys-Cochin | Représentait Charles Mangin. Une statue de remplacement, très différente, réalisée par Raymond Martin est installée en 1954 place du Président-Mithouard, au chevet de l'église Saint-François-Xavier. | 1932         | à géolocaliser | Monument au général Charles Mangin« Monument au général Mangin à Paris », sur À nos grands hommes,« Monument au général Mangin à Paris », sur e-monumen |

### Seine-et-Marne
| Œuvre                           | Auteur                  | Commune         | Localisation     | Notes | Installation | Coordonnées    | Illustration |
| ------------------------------- | ----------------------- | --------------- | ---------------- | --- | ------------ | -------------- | --- |
| Monument aux morts de 1914-1918 | André Vincent Becquerel | Lagny-sur-Marne | Carrefour Verdun | Vandalisé le 30 juillet 1940, les morceaux sont jetés dans la Marne. Un habitant récupère la tête du soldat et l'enterre dans son jardin. Il la rend à la ville le 3 septembre 1944. D'autres morceaux sont progressivement renfloués jusqu'en 1980. Il est restauré et installé dans le jardin de l'abbatiale Saint-Pierre en 1984. | 1921         | à géolocaliser | Monument aux morts de 1914-1918« Monument aux morts de 1914-1918 à Lagny », sur À nos grands hommes · Monument aux morts de 1914-1918« Monument aux morts de 1914-1918 à Lagny », sur À nos grands hommes |

### Seine-Saint-Denis
| Œuvre                                      | Auteur        | Commune     | Localisation | Notes                                                        | Installation | Coordonnées    | Illustration                               |
| ------------------------------------------ | ------------- | ----------- | ------------ | ------------------------------------------------------------ | ------------ | -------------- | ------------------------------------------ |
| Coq sur le monument aux morts de 1914-1918 | Jules Formigé | Montfermeil | ?            | Un coq de remplacement très différent est installé[Quand ?]. | 1924         | à géolocaliser | Coq sur le monument aux morts de 1914-1918 |

### Val-de-Marne
| Œuvre               | Auteur            | Commune   | Localisation                      | Notes | Installation | Coordonnées    | Illustration    |
| ------------------- | ----------------- | --------- | --------------------------------- | --- | ------------ | -------------- | --------------- |
| La Défense de Paris | Albert Bartholomé | Vincennes | Esplanade du château de Vincennes | Érigée au sud du terre-plein central du Carrousel dans le jardin des Tuileries en 1921. Retirée et installée à l'intersection du cours des Maréchaux et de l'avenue des Minimes en 1955. Retirée et entreposée au dépôt forestier, dans le jardin du responsable du dépôt en 1958. | 1933         | à géolocaliser | Image manquante |

## Normandie

### Calvados
| Œuvre | Auteur        | Commune | Localisation      | Notes                                                                                                   | Installation | Coordonnées                        | Illustration               |
| --- | ------------- | ------- | ----------------- | --- | ------------ | ---------------------------------- | -------------------------- |
| Le bas-relief représentant un coq terrassant un aigle allemand, sur le monument aux morts de la Grande Guerre, ou La Victoire, | Raymond Bigot | Caen    | Sur la place Foch | Un bas-relief de remplacement, légèrement différent, réalisé par Ulysse Gémignani est installé en 1961. | 1927         | 49° 10′ 41″ nord, 0° 21′ 35″ ouest | Monument aux morts de Caen |

### Manche
| Œuvre                                                     | Auteur                 | Commune              | Localisation             | Notes | Installation | Coordonnées    | Illustration    |
| --------------------------------------------------------- | ---------------------- | -------------------- | ------------------------ | --- | ------------ | -------------- | --------------- |
| L'héroïque poilu de France (monument aux morts)           | Charles Desvergnes     | Agneaux              | Devant le calvaire       | Détruit en juin 1940. Un monument de remplacement est installé en 1968 près de l'église Saint-Jean-Baptiste. Une image de la statue gravée sur une plaque en plexiglas est ajoutée en 2018.                                           | 1922         | à géolocaliser | Image manquante |
| Tête de l'aigle terrassé, à l'avant du monument aux morts | Charles-Henri Pourquet | Sainte-Marie-du-Mont | Sur la place de l'église | Également appelé Poilu écrasant l'aigle allemand (d) ou L'aigle allemand écrasé par le Poilu. Le 20 juin 1940, les autorités allemandes jette à terre la statue. Elle est restaurée et replacée sur son piédestal le 14 juillet 1945. | 1920         | à géolocaliser | Image manquante |

### Orne
| Œuvre                                                                | Auteur        | Commune       | Localisation                    | Notes                                     | Installation | Coordonnées    | Illustration |
| -------------------------------------------------------------------- | ------------- | ------------- | ------------------------------- | ----------------------------------------- | ------------ | -------------- | --- |
| L'aigle gisant terrassé à l'avant du monument aux morts de 1914-1918 | Marcel Pierre | La Ferté Macé | Sur la place du général Leclerc | Également appelé Monument de la victoire. | 1928         | à géolocaliser | L'aigle gisant terrassé à l'avant du monument aux morts de 1914-1918« Monument aux morts de 14-18, ou monument de la victoire à La Ferté Macé », sur À nos grands hommes |

### Seine-Maritime[N 1]
| Œuvre                                                       | Auteur                               | Commune         | Localisation                                                                                                  | Notes                                                           | Installation | Coordonnées                      | Illustration                         |
| ----------------------------------------------------------- | ------------------------------------ | --------------- | --- | --------------------------------------------------------------- | ------------ | -------------------------------- | ------------------------------------ |
| Monument au survol de l'Oiseau blanc                        | Alexandre Descatoire et Gaston Petit | Étretat         | À l'extrémité de l'avenue Damilaville, à côté de la chapelle Notre-Dame de la Garde, sur la falaise d'Amont   | Représente L'Oiseau blanc. Il est restauré et complété en 1962. | 1928         | 49° 42′ 41″ nord, 0° 12′ 27″ est | Monument au survol de l'Oiseau blanc |
| L'aigle gisant terrassé à l'avant du monument aux morts     | Henri-Léon Gréber                    | Gournay-en-Bray | Sur la place de la Libération                                                                                 | Également appelé Le Retour, 11 novembre 1918.                   | 1922         | 49° 28′ 52″ nord, 1° 43′ 31″ est | Image manquante                      |
| Casque à pointe sous le pied du poilu du monument aux morts | Maurice Ringot                       | Jumièges        | Intersection de la rue Mainberte et de la rue Guillaume le Conquérant (RD 143), près de l'entrée du cimetière |                                                                 | 1921         | 49° 26′ 03″ nord, 0° 49′ 14″ est | Image manquante                      |

## Nouvelle-Aquitaine

### Gironde
| Œuvre                                                    | Auteur                 | Commune | Localisation             | Notes | Installation | Coordonnées    | Illustration                                                                                                  |
| -------------------------------------------------------- | ---------------------- | ------- | ------------------------ | --- | ------------ | -------------- | --- |
| Poilu écrasant l'aigle allemand (d) (monument aux morts) | Charles-Henri Pourquet | Izon    | Sur la place de l'église | Un monument de remplacement en granit est installé en 1956. Il est retiré en 1994. Un monument de remplacement en bronze, très différent est installé[Quand ?]. | 1920         | à géolocaliser | Poilu écrasant l'aigle allemand (d) (monument aux morts)« Monument aux morts de 14-18 à Izon », sur e-monumen |

## Occitanie

### Aude
| Œuvre                                                                | Auteur      | Commune  | Localisation   | Notes | Installation | Coordonnées    | Illustration |
| -------------------------------------------------------------------- | ----------- | -------- | -------------- | --- | ------------ | -------------- | --- |
| Poilu écrasant l'aigle germanique du monument aux morts de 1914-1918 | Élie Ottavy | Narbonne | Cours Mirabeau | Dans la nuit du 31 décembre 1943 au 1er janvier 1944, il est dynamité par les autorités allemandes. Une couronne de remplacement en pierre portant un médaillon représentant une tête de soldat est installée en 1947. Elle est retirée en 1960 et remplacée par une statue réalisée par Yvonne Gisclard-Cau. | 1922         | à géolocaliser | Poilu écrasant l'aigle germanique du monument aux morts de 1914-1918« Monument aux morts de 1914-1918 à Narbonne », sur À nos grands hommes · Poilu écrasant l'aigle germanique du monument aux morts de 1914-1918« Monument aux morts de 1914-1918 à Narbonne », sur À nos grands hommes |

## Pays de la Loire

### Loire-Atlantique[N 2]
| Œuvre                                                      | Auteur                      | Commune       | Localisation                                       | Notes | Installation | Coordonnées                        | Illustration                                                                                        |
| ---------------------------------------------------------- | --------------------------- | ------------- | -------------------------------------------------- | --- | ------------ | ---------------------------------- | --------------------------------------------------------------------------------------------------- |
| Pour le drapeau du monument aux morts de la guerre de 1870 | Georges Bareau              | Nantes        | En haut des escaliers au sud du cours Saint-Pierre | Également appelé Monument aux enfants de Loire-Inférieure ou Monument aux combattants. Déboulonné, trainé par une grue et abandonné sur les marches de l'escalier dans la nuit du 30 au 31 août 1940. Une tête, un bras, le sabre, la hampe du drapeau et la tête de l'aigle sont arrachés et emportés. Monsieur Pageot, ingénieur des services de la voirie et son équipe le transportent au chantier de la ville, au 123 rue d'Allonville et le cachent sous une bâche. Le lendemain, ils le transportent impasse de la Moutonnerie et le cachent dans un entrepôt de la ville. Il est découvert lors des travaux de réhabilitation de l'ancienne manufacture des tabacs en 1981. Il est restauré par Raffig Tullou et replacé sur son piédestal le 14 novembre 1987. | 1897         | 47° 13′ 03″ nord, 1° 32′ 53″ ouest | Monument aux morts de la guerre de 1870 à Nantes · Monument aux morts de la guerre de 1870 à Nantes |
| Monument américain,                                        | Gertrude Vanderbilt Whitney | Saint-Nazaire | Sur la plage du Grand-Traict                       | Également appelé Monument au débarquement des troupes américaines. Détruit le 13 décembre 1941 à la suite de l'entrée en guerre des États-Unis. Une statue de remplacement identique est installée le 24 juin 1989. | 1926         | 47° 16′ 05″ nord, 2° 12′ 50″ ouest | Monument américain · Monument américain                                                             |